# Lauretta Rix

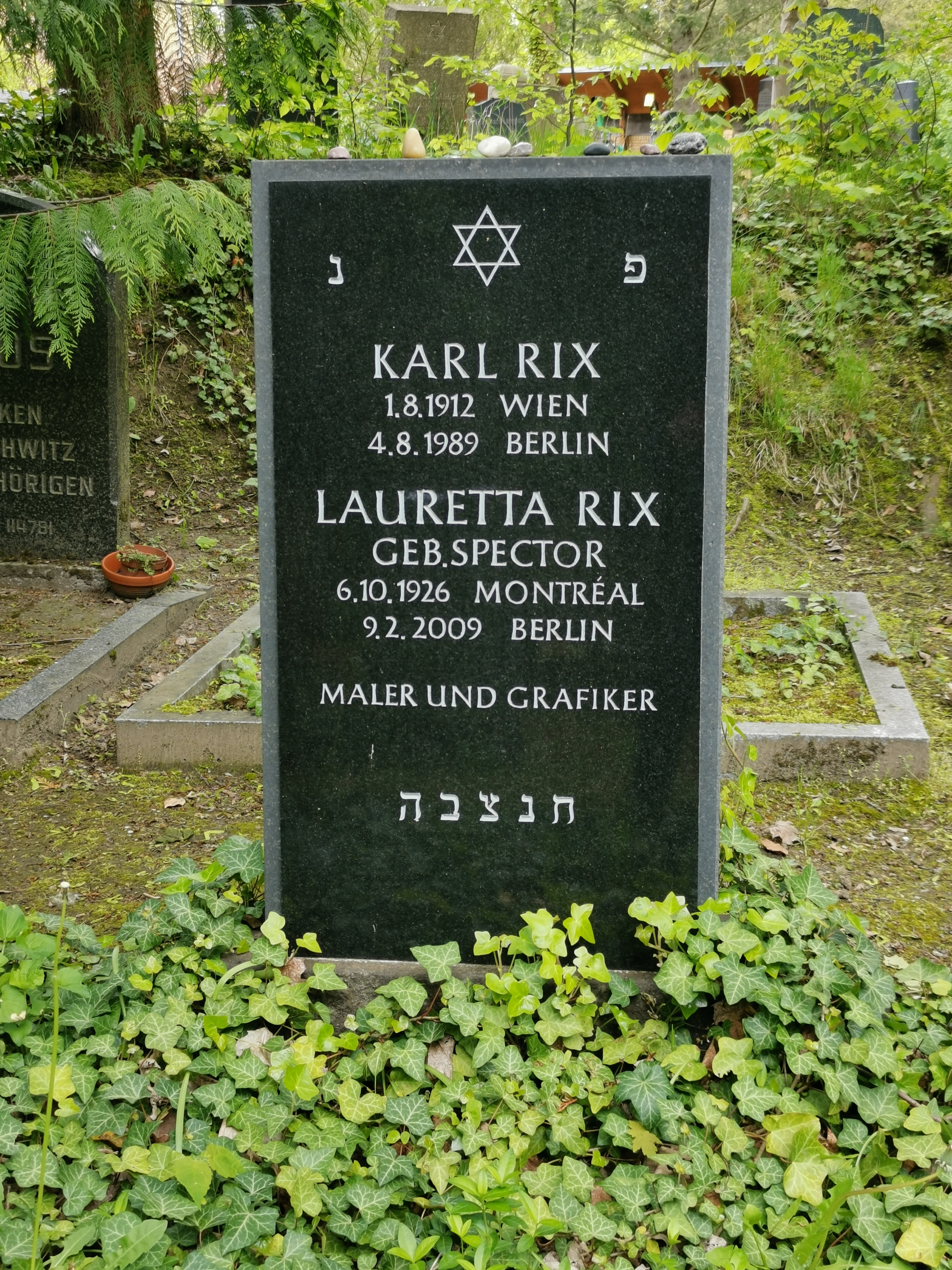
Grab der Eheleute Rix auf dem Jüdischen Friedhof Berlin-Weißensee, Feld Z 1

Lauretta Rix (* 6. Oktober 1926 in Montreal; † 9. Februar 2009 in Berlin) war eine kanadische Grafikerin und Illustratorin, die in die DDR übersiedelte.

## Leben und Werk
Lauretta Rix, geb. Spector, war kanadische Staatsbürgerin. Sie absolvierte ihre Schulausbildung in Montreal, studierte an der Kunstschule Montreal und bildete sich als Künstlerin autodidaktisch weiter. An der Kunstschule lernte sie den österreichischen jüdischen antifaschistischen Emigranten Karl Rix kennen, den sie 1947 heiratete. Beide arbeiteten dann als freischaffende Künstler, seit den frühen 1950er Jahren in Toronto. Sie schufen neben freien Arbeiten, oft gemeinsam, eine bedeutende Zahl von Werken für private und öffentliche Auftraggeber, darunter 1960 ein großflächiges Emaille-Wandbild an der District Secondary School in Owen Sound.
1965 entschlossen sie sich, mit ihren 10 und 15 Jahre alten Töchtern Rebecca (später Lahmann) und Deborah (später Simon, Ehefrau von Hermann Simon) in die DDR auszuwandern. Dort glaubten sie ihre Vorstellungen von einer sozialistischen Gesellschaft verwirklicht. Außerdem hofften sie, in der DDR mit ihrer künstlerischen Arbeit eine sichere materielle Basis zu haben. Sie lebten und arbeiteten in Berlin-Pankow und war bis 1990 Mitglied des Verbands Bildender Künstler der DDR.
Lauretta Rix betätigte sich vor allem als Grafikerin und Illustratorin von Kinderbüchern. Sie schuf auch Illustrationen für die ABC-Zeitung und arbeitete für das DEFA-Studio für Trickfilme in Dresden, u. a. 1972 als Szenenbildnerin und Puppengestalterin für den Puppentrickfilm Die Nuss.
Nach dem Militärputsch in Chile 1973 beteiligte sie sich an Solidaritätsaktionen von Künstlern der DDR, u. a. indem sie den Erlös für Kacheln, die sie bemalt hatte, für das Chile-Solidaritätskonto spendete und 1974 einen Farb-Linolschnitt Ein vereintes Volk ist unbesiegbar schuf.
Das Bezirksamt Pankow erwarb Arbeiten von Lauretta Rix.

## Fotografische Darstellung Lauretta Rix’
- Christian Borchert: Das Malerehepaar Karl Rix und Lauretta Rix in seiner Wohnung (1975)[5]

## Werke (Auswahl)

### Druckgrafik
- Polnischer Holzfäller (1964, farbiger Linolschnitt)

- Alter Baum mit neuem Austrieb (1975, Holzriss, 27,6 × 22,5 cm)[6]
- Drei Fischer (Farblinolschnitt auf Holzplatte)[7]
- Kinderbaum (1977)

### Buchillustrationen (unvollständig)
- Rubaboo 2. Stories for boys and girls from ten to twelve. W. J. Gage, Scarborough, 1963 (mit Karl Rix)
- Patricia Robins: Any Time at All. St. Martins Press, MacMillan, Toronto, 1964
- Nunny bag 4. Canadian stories for six to nine year olds. W. J. Gage, Scarborough, 1966
- Samuil Jakowlewitsch Marschak: Bärtig und gestreift. Der Kinderbuchverlag, Berlin, 1967
- Angelika Adam: Die kleine Schwester. Der Kinderbuchverlag, Berlin, 1969
- Warum ist die Welt so schön? 1969
- Bodo Schulenburg: Der fliegende Dino. Der Kinderbuchverlag, Berlin, 1971
- Anne Geelhaar: Die Regenbogenwiese. Verlag Junge Welt, Berlin, 1972
- Anne Geelhaar: Jockel Rotbauch. 1971.
- Ruth Hetsch: Resi Kullerbauch. Postreiter-Verlag, Halle/Saale, 1973
- Baust du mit? Postreiter-Verlag, Halle/Saale, 1974
- Eva Sonntag: Unser Hafen. Postreiter-Verlag, Halle/Saale, 1975
- Wir basteln Zuckertüten. Verlag Junge Welt, Berlin, 1974
- Farbenbilderbuch. Postreiter-Verlag, Halle/Saale, 1976

## Ausstellungen
- 1975 bis 1986: Berlin, fünf Bezirkskunstausstellungen
- 1975: Schwerin, Staatliches Museum („Farbige Grafik in der DDR“)